# Lac Édouard
Pour les articles homonymes, voir Lac Édouard (homonymie).
Le lac Édouard (lac  Mutsyamira)  est un des Grands Lacs d'Afrique. Il se trouve dans la vallée du Grand Rift, sur la frontière entre la république démocratique du Congo (qui possède 71 % de sa surface) et l'Ouganda (29 %).

## Géographie

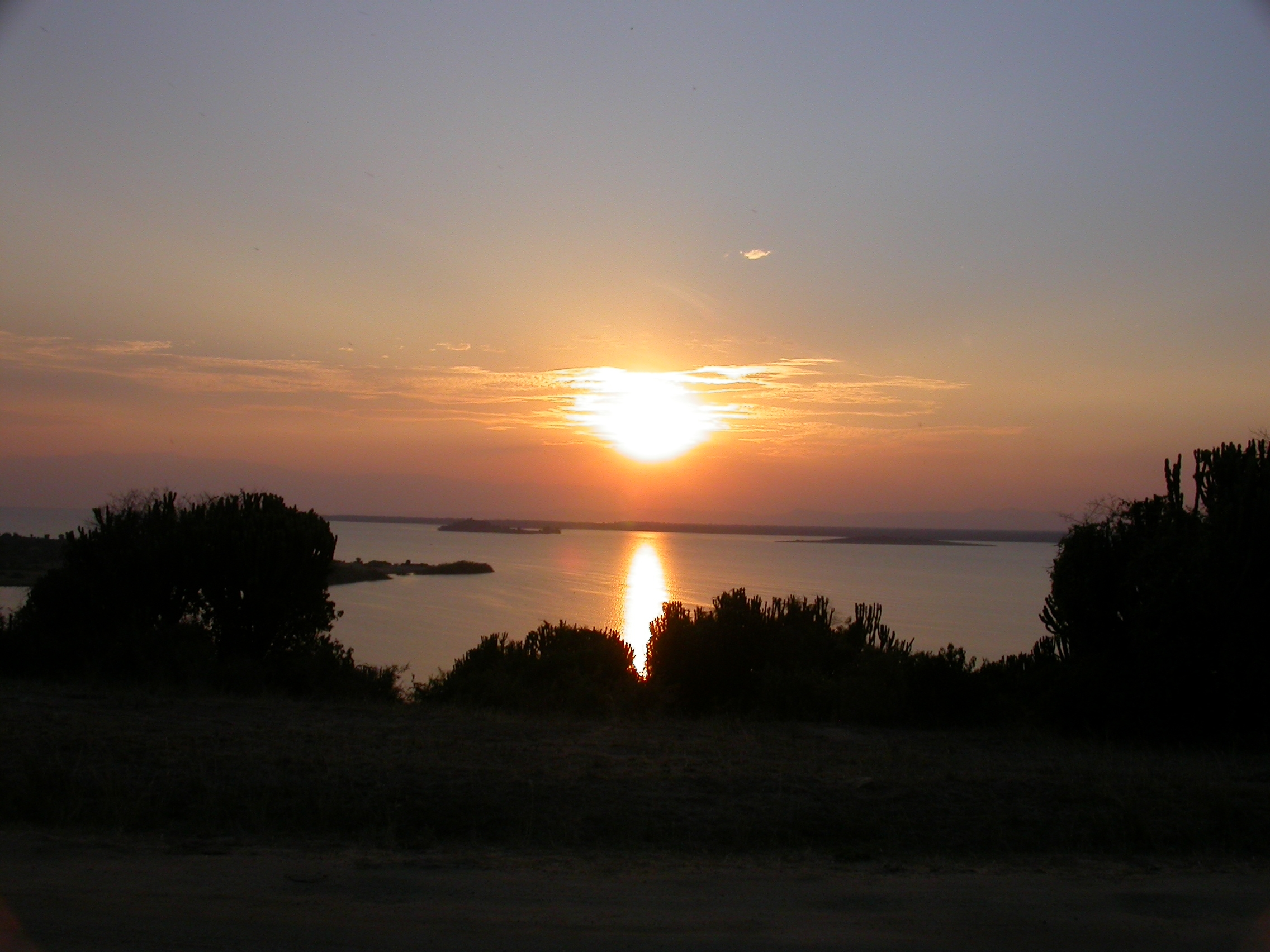
Vue du lac Edward

Sa rive nord se trouve à quelques kilomètres au sud de l'équateur. Le premier Européen à découvrir le lac fut Henry Morton Stanley en 1888. Il le nomma en l'honneur du Prince de Galles Édouard. Le lac fut par la suite nommé lac Idi Amin ou lac Idi Amin Dada d'après le nom du dictateur ougandais Idi Amin Dada. Il a repris depuis son nom de lac Édouard. Ses autres noms sont Albert-Edouard et Louta N'zighé.
Le lac Édouard est alimenté par les rivières Nyamugasani, Ishasha, Rutshuru, et Rwindi. Il se vide par le nord via la rivière Semliki, dans le lac Albert. Il est aussi relié par le canal de Kazinga au lac George par le nord-est. Il est situé à 920 mètres d'altitude, et d'une taille de 77 kilomètres sur 40, pour une surface totale de 2 150 km2 (le 15e du continent par la taille).

## Économie
Les riverains du lac Édouard s'inquiètent du projet d'exploration lancé par le pétrolier britannique Soco dans cette étendue d'eau de 2 150 km2, partie intégrante du parc national des Virunga. D'autres y voient une promesse d'emplois alors que le lac, surexploité depuis les années 1980, livre des pêches de plus en plus pauvres.

## Écologie
Le lac Édouard abrite de nombreuses espèces de poissons, dont le Bagrus docmac, le Sarothelodon niloticus, le Sarothelodon leucostictus, le Haplochromis spp., le Hemihaplochromis multicolur, et le Schutzia eduardiana. La pêche est une activité importante pour les populations locales. La faune vivant sur les berges du lac — incluant des chimpanzés, des éléphants, des crocodiles, et des lions — est en principe protégée dans le parc national des Virunga au Congo et le parc national Reine Elizabeth en Ouganda. La zone du lac héberge aussi de nombreuses espèces d'oiseaux résidents ou migrateurs.